# Parafia Katedralna Niepokalanego Poczęcia Najświętszej Maryi Panny w Siedlcach
Parafia Niepokalanego Poczęcia NMP w Siedlcach – rzymskokatolicka parafia w Siedlcach, należąca do dekanatu siedleckiego diecezji siedleckiej.

## Historia
Parafia erygowana została w roku 1905. Sama świątynia jest murowana; wybudował ją w latach 1906–1912 ks. Józef Scipio del Campo w stylu neogotyckim.

## Zasięg parafii
- Ulice: Armii Krajowej, Asłanowicza, Batorego 1-3, Błonie, Boh. Getta, Browarna, Cicha, Cmentarna, Czackiego, Czerwonego Krzyża, Domy Kolejowe przy alejach, Głucha, Iwaszkiewicza, Berka Joselewicza, Kablowa, Katedralna, Kiepury, Kilińskiego (numery parzyste), Kochanowskiego, Langego, Lelewela, 11 Listopada, 10 Lutego, Bpa I. Świrskiego, 3 Maja, Mała, Morska, Osiedlowa, Piaski Zamiejskie, Piaskowa, Piłsudskiego (do Orzeszkowej), Plac Tysiąclecia, Przymiarki, Pułaskiego (od nr 34 i 43), Rynkowa, Sobieskiego, Sokołowska (do Żytniej i nr 62), Spokojna, Sportowa, Szkolna, Szopena, Szymanowskiego, Świętojańska, Tetmajera, Wałowa, Wieniawskiego, Wiolinowa, Wojska Polskiego, Wojskowa.